# Mimotriammatus nigrosignatus
Mimotriammatus nigrosignatus là một loài bọ cánh cứng trong họ Cerambycidae.